# Renault Trafic
Renault Trafic — серия грузовых фургонов и минивэнов, выпускаемых компанией Renault в Европе с 1980 года.

## Trafic I
Продажи первого поколения Renault Trafic стартовали в 1980 году. Автомобиль пришел на смену выпускавшемуся с 1959 года Renault Estafette.
Двигатели устанавливали продольно, что позволило добиться хорошей загрузки переднего ведущего моста. Базовым стал карбюраторный 1,4-литровый 48-сильный мотор.
В 1984 году налажено производство Trafic с 1,65 — литровым 65-сильным двигателем с 5-ступенчатой механической КПП или 3-диапазонным автоматом. С 1987-го появился 1,7 — литровый 68-сильный двигатель, а на полноприводной модели 2,0-литровый 82-сильный. Установка дизеля (2,1 л, 65 л. с.) привела к тому, что из-за более громоздкого силового агрегата пришлось выдвинуть вперед решетку радиатора.
В 1987 году модель Т1200 переименовали в Т1300 в связи с увеличившейся на 100 кг грузоподъемностью.
Первый рестайлинг Trafic проведен в 1989-м, были изменены элементы передней части, в частности: капот, крылья, фары, решетка радиатора. Улучшили конструкцию и отделку сидений, шумоизоляцию кабины, тогда же в среднем на 100 кг подняли грузоподъемность всех моделей и дали им новые индексы: Т900, Т1100 и Т1400. Основными силовыми агрегатами стали дизельные: 1,9 л, 61 л. с. и 2,5 л, 76 л. с., а также 2,2-литровый инжекторный. Ещё через год на моделях в стандартном исполнении появился радиоприемник с встроенными в двери динамиками и улучшенная внутренняя отделка.
С 1992-го начали устанавливать центральный замок, а на модели Т1100 появилась вторая сдвижная дверь по левому борту. Общее число вариантов с учетом разновидностей двигателей, приводов и кузовов достигло 51. В 1997 году внешность Trafic ещё раз немного обновили. Но это не смогло спасти существенно устаревшую модель.

## Trafic II
Второе поколение Renault Trafic выпускалось с 2001 года. В 2002 году автомобиль завоевал звание Международный фургон года. Известен также как Nissan Primastar, Opel Vivaro и Vauxhall Vivaro.
Девятиместный микроавтобус Renault Trafic предлагался с двухлитровым бензиновым мотором (116 л. с.) и с турбодизелем 2.0 dCi мощностью 114 л. с.
В 2006 году был проведен рестайлинг. Изменения коснулись: поменяли оранжевые индикаторы на прозрачные, которые были более интегрированы в корпуса фар.

### Безопасность
Автомобиль прошел тест Euro NCAP в 2012 году:
| Euro NCAP                                                                          | Euro NCAP | Euro NCAP | Euro NCAP             |
| ---------------------------------------------------------------------------------- | --------- | --------- | --------------------- |
| · общий рейтинг                                                                    |           |           |                       |
| 58%                                                                                | 79%       | 28%       | 14%                   |
| взрослый пассажир                                                                  | ребёнок   | пешеход   | активная безопасность |
| Протестированная модель: Renault Trafic 2,0 DCi пассажирский «Express», LHD (2012) |           |           |                       |

## Trafic III
В 2014 году был показан новый Trafic третьего поколения. Коммерческие автомобили Renault Trafic третьего поколения оснащаются дизельными двигателями объемом 1,6 литра мощностью от 90 до 140 л. с. В продаже новый Renault Trafic представлен в грузовом и пассажирском вариантах. Аналогами модели являются Vauxhall Vivaro и Opel Vivaro.
Выпуск автомобиля осуществляется с 2014 года во Франции, продажа модели в России пока не планируется. В 2016 году появилась версия Trafic X-Track с дифференциалом повышенного трения, увеличенным дорожным просветом и защитой днища кузова.
Opel/Vauxhall Vivaro был снят с производства в 2018 году в результате поглощения Opel/Vauxhall Groupe PSA; на смену ему пришел Vivaro нового поколения на базе Citroën Jumpy в 2019 модельном году.